# Populierenspikkelpalpmot
De populierenspikkelpalpmot (Anacampsis populella) is een vlinder uit de familie van de tastermotten, de Gelechiidae. De spanwijdte van de vlinder bedraagt tussen de 14 en 19 millimeter. De soort lijkt nogal op Anacampsis blattariella, maar die heeft een andere waardplant.
De populierenspikkelpalpmot heeft wilg en populier als waardplanten. De rups leeft in een opgerold blad, zoals bladrollers.
De populierenspikkelpalpmot is in Nederland en België een vrij algemene soort. De soort vliegt van midden juni tot en met september.

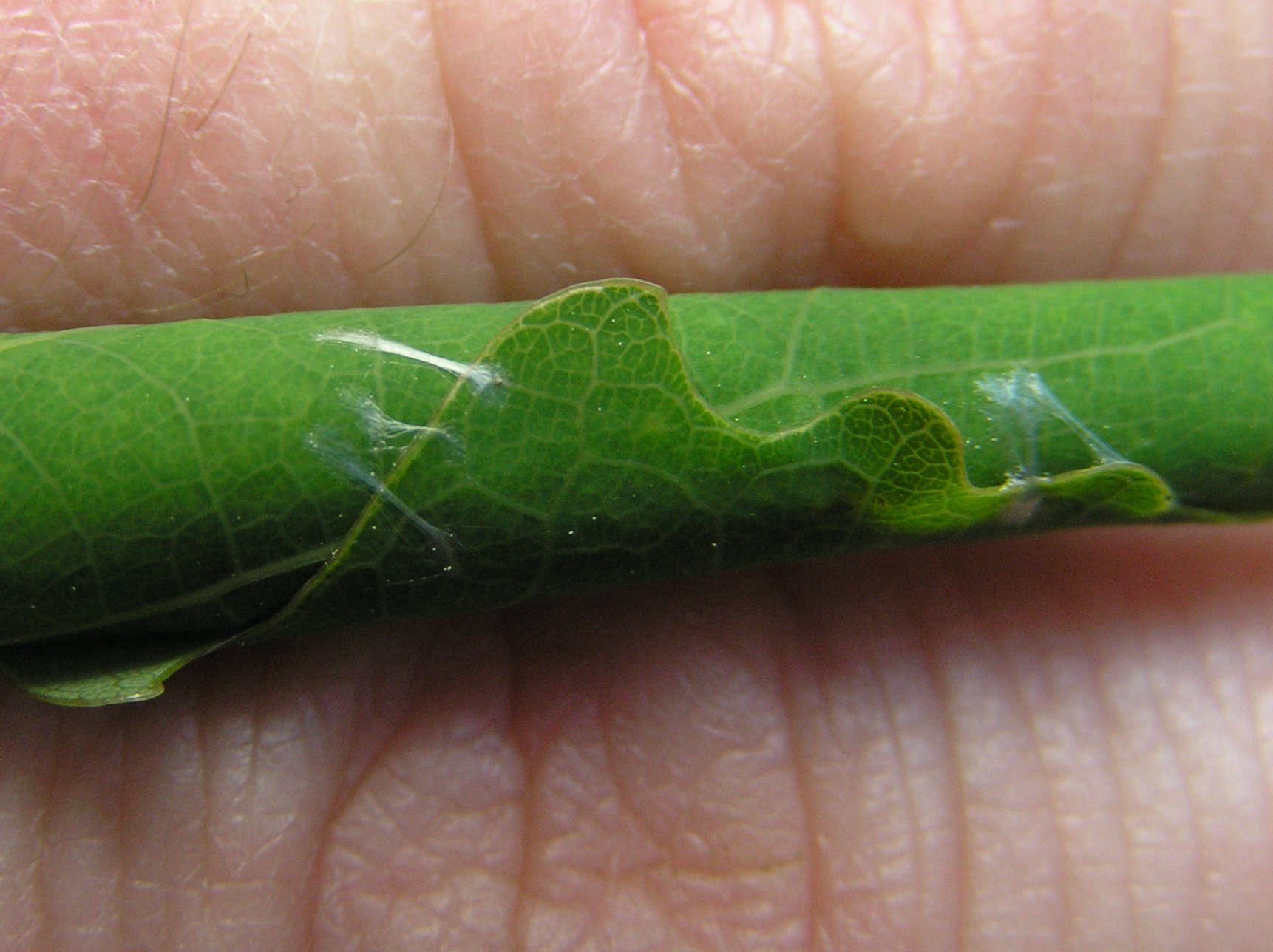
Opgerold blad waarin rups zich verstopt